# Malaysias Grand Prix 2014
Malaysias Grand Prix 2014 var det andra av 19 lopp ingående i formel 1-VM 2014.

## Rapport
Säsongens andra deltävling kördes på Sepang International Circuit i Malaysia. Även här hade de båda Mercedes-förarna Nico Rosberg och Lewis Hamilton sett snabba ut under de tre fria träningarna då de toppade tidrapporterna. Strax innan kvalet skulle starta på lördagseftermiddagen kom ett skyfall vilket gjorde att kvalet försenades cirka 50 minuter. I slutet av första kvalomgången (Q1) gjorde Marcus Ericsson en rejäl krasch vilket resulterade i att det blev röd flagg och att Q1 avbröts med 35 sekunder kvar. Även i Q2 blev det röd flagg, detta efter att Daniil Kvyat kört ihop med Fernando Alonso vilket resulterade i att delar av Alonsos fjädring gick sönder och att Kvyats framvinge skadades. När Daniel Ricciardo skulle avsluta ett varv och Valtteri Bottas skulle påbörja ett varv störde Bottas Ricciardo, vilket gjorde att Ricciardo inte kunde förbättra sin tid. Efter kvalet beslutade domarna att Bottas skulle få tre platsers nedflyttning i racet angående incidenten. Lewis Hamilton var snabbast av alla i Q3, vilket gjorde att han fick starta i Pole Position, näst snabbast var Sebastian Vettel och tredje snabbast var Nico Rosberg.

När bilarna skulle köras ut på startgriden fungerade inte Sergio Pérez bil, vilket gjorde att han inte kunde starta racet. När racet väl gick igång var det Lewis Hamilton som tog täten, tätt följd av Nico Rosberg och Sebastian Vettel. I tredje kurvan körde Jules Bianchi och Pastor Maldonado ihop, vilket gjorde att båda fick bryta. På andra varvet fick Kimi Räikkönen punktering, och var därmed tvungen att byta däck. Senare fick Adrian Sutil, Esteban Gutiérrez och Jean-Éric Vergne problem med bilarna, och var tvungna att bryta. När Daniel Ricciardo skulle in i depån för att byta däck gick det helt fel. Mekanikerna fick inte fast höger framhjul och även han blev då tvungen att bryta. Vinnaren av racet blev Lewis Hamilton, tvåa blev Nico Rosberg och trea blev Sebastian Vettel. Detta betydde att Mercedes fick en dubbelseger, att deras två förare låg etta och tvåa i förarmästerskapet och att de ledde konstruktörsmästerskapet. Svensken Marcus Ericsson var nöjd då han slutade på fjortonde plats i sitt första fullföljda Formel 1-lopp.

## Kvalet
| KR. | Nr | Förare            | Konstruktör          | Q1       | Q2       | Q3       | Grid |
| --- | -- | ----------------- | -------------------- | -------- | -------- | -------- | ---- |
| 1   | 44 | Lewis Hamilton    | Mercedes             | 1.57,202 | 1.59,041 | 1.59,431 | 1    |
| 2   | 1  | Sebastian Vettel  | Red Bull-Renault     | 1.57,654 | 1.59,399 | 1.59,486 | 2    |
| 3   | 6  | Nico Rosberg      | Mercedes             | 1.57,183 | 1.59,445 | 2.00,050 | 3    |
| 4   | 14 | Fernando Alonso   | Ferrari              | 1.58,889 | 2.01,356 | 2.00,175 | 4    |
| 5   | 3  | Daniel Ricciardo  | Red Bull-Renault     | 1.58,913 | 2.00,147 | 2.00,541 | 5    |
| 6   | 7  | Kimi Räikkönen    | Ferrari              | 1.59,257 | 2.01,532 | 2.01,218 | 6    |
| 7   | 27 | Nico Hülkenberg   | Force India-Mercedes | 1.58,883 | 2.00,839 | 2.01,712 | 7    |
| 8   | 20 | Kevin Magnussen   | McLaren-Mercedes     | 2.00,356 | 2.02,094 | 2.02,213 | 8    |
| 9   | 25 | Jean-Éric Vergne  | Toro Rosso-Renault   | 2.01,689 | 2.02,096 | 2.03,078 | 9    |
| 10  | 22 | Jenson Button     | McLaren-Mercedes     | 2.00,889 | 2.01,810 | 2.04,053 | 10   |
| 11  | 26 | Daniil Kvyat      | Toro Rosso-Renault   | 2.01,175 | 2.02,351 |          | 11   |
| 12  | 21 | Esteban Gutiérrez | Sauber-Ferrari       | 2.01,134 | 2.02,369 |          | 12   |
| 13  | 19 | Felipe Massa      | Williams-Mercedes    | 2.00,047 | 2.02,460 |          | 13   |
| 14  | 11 | Sergio Pérez      | Force India-Mercedes | 2.00,076 | 2.02,511 |          | 14   |
| 15  | 77 | Valtteri Bottas   | Williams-Mercedes    | 1.59,709 | 2.02,756 |          | 181  |
| 16  | 8  | Romain Grosjean   | Lotus-Renault        | 2.00,202 | 2.02,885 |          | 15   |
| 17  | 13 | Pastor Maldonado  | Lotus-Renault        | 2.02,074 |          |          | 16   |
| 18  | 99 | Adrian Sutil      | Sauber-Ferrari       | 2.02,131 |          |          | 17   |
| 19  | 17 | Jules Bianchi     | Marussia-Ferrari     | 2.02,702 |          |          | 19   |
| 20  | 10 | Kamui Kobayashi   | Caterham-Renault     | 2.03,595 |          |          | 20   |
| 21  | 4  | Max Chilton       | Marussia-Ferrari     | 2.04,388 |          |          | 21   |
| 22  | 9  | Marcus Ericsson   | Caterham-Renault     | 2.04,407 |          |          | 22   |

| Vidare från första kvalrundan ▬▬ Vidare från andra kvalrundan ▬▬ |

Noteringar
- ^1  — Valtteri Bottas fick tre platsers nedflyttning efter att ha hindrat Daniel Ricciardo under kvalet.[4]

## Loppet
| Pos. | Nr | Förare            | Konstruktör          | Varv | Tid         | Grid | P  |
| ---- | -- | ----------------- | -------------------- | ---- | ----------- | ---- | -- |
| 1    | 44 | Lewis Hamilton    | Mercedes             | 56   | 1:40.25,974 | 1    | 25 |
| 2    | 6  | Nico Rosberg      | Mercedes             | 56   | +17,313     | 3    | 18 |
| 3    | 1  | Sebastian Vettel  | Red Bull-Renault     | 56   | +24,534     | 2    | 15 |
| 4    | 14 | Fernando Alonso   | Ferrari              | 56   | +35,992     | 4    | 12 |
| 5    | 27 | Nico Hülkenberg   | Force India-Mercedes | 56   | +47,199     | 7    | 10 |
| 6    | 22 | Jenson Button     | McLaren-Mercedes     | 56   | +1.23,691   | 10   | 8  |
| 7    | 19 | Felipe Massa      | Williams-Mercedes    | 56   | +1.25,076   | 13   | 6  |
| 8    | 77 | Valtteri Bottas   | Williams-Mercedes    | 56   | +1.25,537   | 18   | 4  |
| 9    | 20 | Kevin Magnussen   | McLaren-Mercedes     | 55   | +1 varv     | 8    | 2  |
| 10   | 26 | Daniil Kvyat      | Toro Rosso-Renault   | 55   | +1 varv     | 11   | 1  |
| 11   | 8  | Romain Grosjean   | Lotus-Renault        | 55   | +1 varv     | 15   |    |
| 12   | 7  | Kimi Räikkönen    | Ferrari              | 55   | +1 varv     | 6    |    |
| 13   | 10 | Kamui Kobayashi   | Caterham-Renault     | 55   | +1 varv     | 20   |    |
| 14   | 9  | Marcus Ericsson   | Caterham-Renault     | 54   | +2 varv     | 22   |    |
| 15   | 4  | Max Chilton       | Marussia-Ferrari     | 54   | +2 varv     | 21   |    |
| Ret  | 3  | Daniel Ricciardo  | Red Bull-Renault     | 49   | Teknik      | 5    |    |
| Ret  | 21 | Esteban Gutiérrez | Sauber-Ferrari       | 35   | Hydraulik   | 12   |    |
| Ret  | 99 | Adrian Sutil      | Sauber-Ferrari       | 32   | Motorenhet  | 17   |    |
| Ret  | 25 | Jean-Éric Vergne  | Toro Rosso-Renault   | 18   | Motorenhet  | 9    |    |
| Ret  | 17 | Jules Bianchi     | Marussia-Ferrari     | 8    | Bromsar     | 19   |    |
| Ret  | 13 | Pastor Maldonado  | Lotus-Renault        | 7    | Motor       | 16   |    |
| DNS  | 11 | Sergio Pérez      | Force India-Mercedes | 0    | Växellåda   | 14   |    |

| Förare och stall som tog poäng ▬▬ |

## Ställning efter loppet
|      | Pos. | Förare          | Poäng |
| ▬    | 1    | Nico Rosberg    | 43    |
| ▲ 17 | 2    | Lewis Hamilton  | 25    |
| ▲ 1  | 3    | Fernando Alonso | 24    |
| ▼ 1  | 4    | Jenson Button   | 23    |
| ▼ 3  | 5    | Kevin Magnussen | 20    |

|     | Pos. | Konstruktör          | Poäng |
| ▲ 1 | 1    | Mercedes             | 68    |
| ▼ 1 | 2    | McLaren-Mercedes     | 43    |
| ▬   | 3    | Ferrari              | 30    |
| ▬   | 4    | Williams-Mercedes    | 20    |
| ▬   | 5    | Force India-Mercedes | 19    |

- Notering: Endast de fem bästa placeringarna i vardera mästerskap finns med på listorna.